# Черник, Иван Денисович
Ива́н Дени́сович Че́рник (1811, Екатеринодар — 1874, Санкт-Петербург) — русский архитектор, академик и профессор Императорской Академии художеств. Генерал-майор, тайный советник.

## Биография
Родился в 1811 году в Екатеринодаре, принадлежал к казачьему сословию. В 1829 году поступил в Императорскую Академию художеств как стипендиат Черноморского казачьего войска; окончил её в 1834 году с большой золотой медалью, званием классного художника архитектуры 1-й степени и правом на пенсионерскую поездку. В 1836—1841 годах стажировался за границей — изучал памятники архитектуры Италии, Германии, Франции и Англии. В 1835 году получил звание академика архитектуры за выполненный проект атаманского за́мка, в 1842 году — звание профессора ИАХ.
В 1843—1860 годах служил архитектором военного ведомства, позднее — председателем Техническо-строительного комитета Министерства внутренних дел. Большое количество построек осуществил во время работы в военном ведомстве. Сооружал здания для кадетских корпусов и деревянные дачи вокруг Санкт-Петербурга. Автор современного герба Краснодара.
Жил в Петербурге на Екатерининском канале, 10. Брат архитектора Елисея Черника.

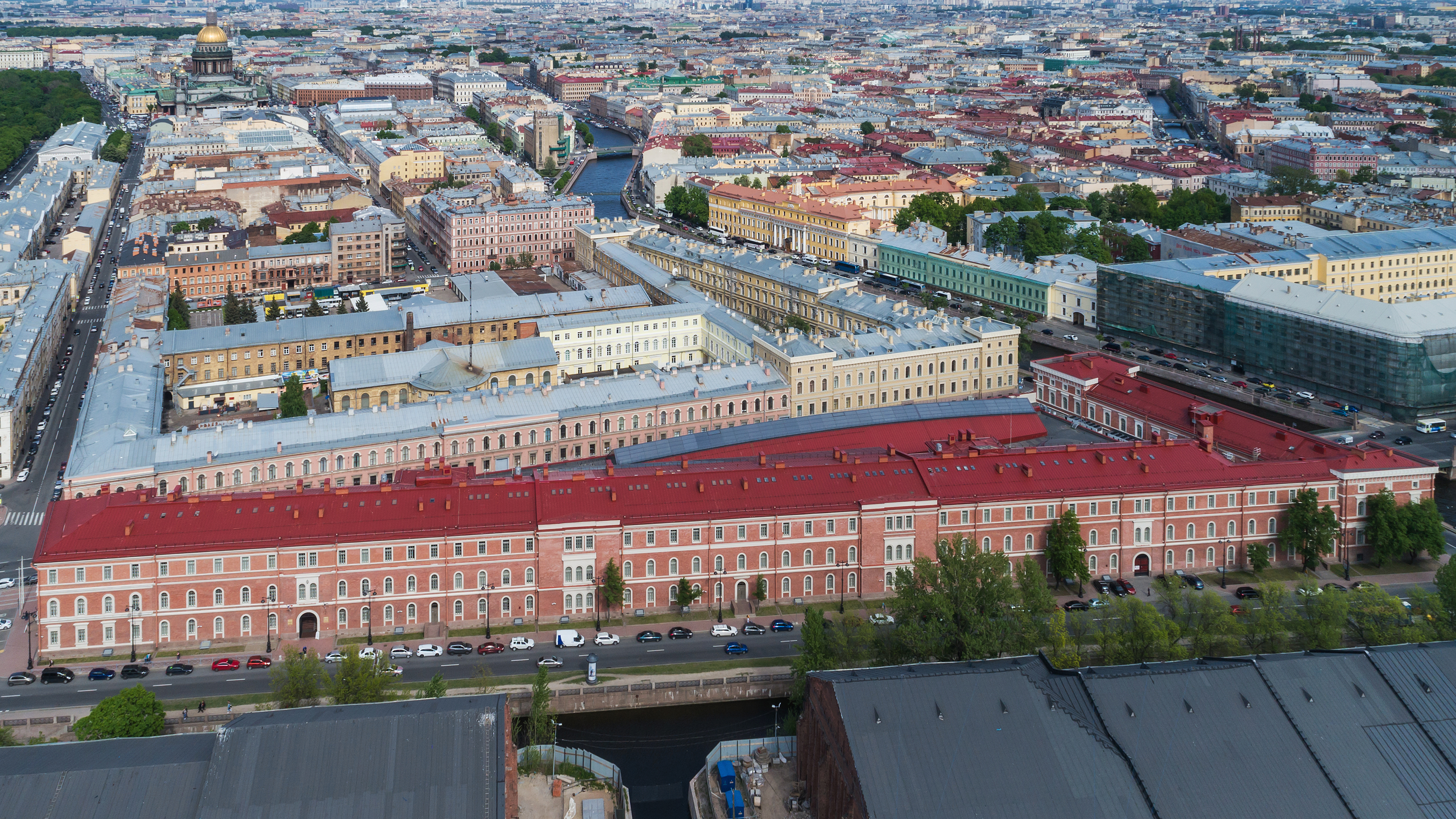
Крюковы (Морские) казармы

Умер в Санкт-Петербурге 27 мая (8 июня) 1874 года, похоронен на Новодевичьем кладбище.

## Память
В Краснодаре в 1995 году одна из новых улиц получила имя Братьев Черников.

## Проекты и постройки
- Крюковы (Морские) казармы (1844—1852, Санкт-Петербург, Большая Морская улица, 69 / набережная Крюкова канала, 2; улица Труда, 7);
- Перестройка дома Вольного экономического общества (новый корпус здания главного штаба) (1845—1846, Санкт-Петербург, Невский проспект, 2)[6];
- Реконструкция солдатской казармы Конногвардейского полка, совместно с Р. А. Желязевичем (1840-е, Санкт-Петербург, Конногвардейский бульвар, 4 / улица Якубовича, 3);
- Жилой дом (1850, Москва, улица Знаменка, 19-21, стр. 7), перестроен;
- Особняк графа Е. А. Орлова-Денисова (1853, Санкт-Петербург, Литейный проспект, 22), надстроено, перестроено;
- Александро-Невский собор, строил Е. Д. Черник (1853—1872, Краснодар), не сохранился, восстановлен по чертежам Черника в 2006 году[8];
- Здание Естественно-исторического института Медико-хирургической (Военно-медицинской) академии, совместно с В. Ф. Андриевским, К. Я. Соколовым (1858—1863, Санкт-Петербург, улица Академика Лебедева, 2/ Выборгская набережная, 1);
- Особняк В. А. Кокорева (1860-е, Москва, Большой Трёхсвятительский переулок, 1)[2];
- «Мамонтовское» и «Кокоревское» подворья (1860—1867, Москва, Софийская набережная, 34).